# Adaköy (Kızılcahamam)
Adaköy è un villaggio nel distretto di Kızılcahamam, provincia di Ankara, Turchia . In un censimento del 2000 risultava abitato da 40 persone.